# غاندي برودي
غاندي برودي (بالإنجليزية: Gandy Brodie)‏ هو رسام أمريكي، ولد في 20 مايو 1924 في بروكلين في الولايات المتحدة، وتوفي في 22 أكتوبر 1975.